# Таха аль-Хашими
Таха аль-Хашими (араб.  طه الهاشمى ‎‎)  (1888—1961) — иракский военный и политический деятель. Премьер-министр Ирака с февраля по апрель 1941, генерал-лейтенант.
Таха аль-Хашими был назначен премьер-министром страны регентом Абд аль-Илахом после первой отставки пронацистского правительства Рашида Али Гайлани. Однако он пробыл на этом посту всего два месяца. В ночь на 1 апреля 1941 антианглийски настроенные офицеры осуществили переворот и свергли правительство аль-Хашими. 3 апреля было создано правительство «национальной обороны» во главе с Гайлани.  